# 6309 Елсхот
6309 Елсхот (6309 Elsschot) — астероїд головного поясу, відкритий 2 березня 1990 року.
Тіссеранів параметр щодо Юпітера — 3,226.